# 山崎一彦
山崎 一彦（やまざき かずひこ、1971年5月10日 - ）は、日本の元陸上競技者。専門は400メートルハードル。埼玉県与野市（現さいたま市中央区）出身。武南高校、順天堂大学体育学部体育学科卒、筑波大学大学院体育研究科修了。現在は順天堂大学スポーツ健康科学部教授。日本陸上競技連盟常務理事、強化委員長（2021年〜）。
日本陸上競技連盟強化委員会副委員長、強化育成部長を務め、U20選手権代表監督を歴任。2013年、2020東京オリンピックプロジェクトチーム・ディレクターとして陸上競技の一流競技者に留まらない国際人養成のエリート養成プログラム“ダイヤモンドアスリート”を発案。修了生は北口榛花が金メダルを始め、サニブラウン・ハキームなど多くの世界で活躍している競技者を輩出させた。
21年より強化委員長に就任し日本代表監督となる。就任後、23年世界選手権でも過去最高に並ぶ成績、パリ五輪では過去最高入賞者数となるなど好成績を続けている。

## 指導プロフィール
＊2023年世界選手権で泉谷駿介が110mハードルで日本人初の5位入賞。パリ五輪では、同種目の村竹ラシッドが日本陸上界五輪史上短距離種目で過去最高成績。順天堂大学就任11年目で日本インカレ総合優勝5回（4連覇中）に貢献。

## 競技プロフィール
- 日本人として初めて世界選手権400mハードルのファイナリスト（1995年イエテボリ大会7位）となる。（同大会の準決勝進出者でもあった）苅部俊二・斎藤嘉彦らとともに日本の400mハードルを一気に世界レベルへ押し上げた貢献者である。前半型スタイルは、後に世界陸上メダリストとなった為末大につながった。
- 同大会の予選で、48秒37のアジア記録（当時）を樹立。山崎はこの大会で、1991年世界陸上東京大会、1992年バルセロナオリンピックの400mでファイナリストとなった高野進以来の陸上競技短距離個人種目ファイナリスト（7位）となる。決勝後、涙を流しながらのインタビューを見せた。
- 1999年IAAFグランプリ大阪大会で、48秒26の日本記録（当時）を樹立。
- 2001年横浜で開催されたスーパー陸上を最後に現役引退。
- 2003年から2014年4月まで福岡大学スポーツ科学部准教授、英国ラフバラ大学客員研究員などを経て、2014年4月より母校である順天堂大学スポーツ健康科学部准教授。2016年大学院スポーツ健康科学研究科教授。一方、NHKの陸上競技中継で解説は、2004年アテネオリンピックから2016年リオオリンピックまで務めた。

## 経歴
- 1989年　全国高等学校総合体育大会　400mH　4位
- 1990年　世界ジュニア選手権　400mH　8位（51秒42）
- 1990年　世界ジュニア選手権　4×400mR　7位（3分07秒58　2走） ジュニア日本新
- 1991年　世界選手権東京大会　400mH　予選2組5着（49秒97）
- 1991年　ユニバーシアード・シェフィールド大会　6位（50秒53）
- 1991年　ユニバーシアード・シェフィールド大会  4×400mR　4位（3分07秒82　4走）
- 1992年　バルセロナオリンピック　400mH　予選2組4着（50秒30）
- 1992年　ワールドカップ・ハバナ大会　110mH　8位（14秒83　+0.3）
- 1992年　ワールドカップ・ハバナ大会　400mH　4位（50秒13）
- 1993年　ユニバーシアード・バッファロー大会  400mH　5位（50秒34）
- 1994年　ワールドカップ・ロンドン大会　400mH　5位（50秒22）
- 1995年　世界選手権イエテボリ大会　400mH　7位（49秒22）
- 1995年　世界選手権イエテボリ大会  4×400mR　予選1組4着（3分01秒46　3走）
- 1995年　ユニバーシアード福岡大会　400mH　優勝（48秒58）
- 1995年　ユニバーシアード福岡大会　4×400mR　4位（3分02秒51　3走）
- 1996年　アトランタオリンピック　400mH　予選1組3着（49秒07）
- 1997年　釜山・東アジア大会　400mH　優勝（49秒60）
- 1997年　世界選手権アテネ大会　準決勝途中棄権（DNF）
- 1998年　アジア選手権福岡大会　400mH　3位（49秒81）
- 1999年　世界選手権セビリア大会　400mH　準決勝1組7着（49秒46）
- 1999年　世界選手権セビリア大会  4×400mR　予選1組4着（3分02秒50　4走）
- 2000年　シドニーオリンピック　400mH　予選2組7着（50秒15）